# Bernard de Marcken de Mercken
Bernard de Marcken de Mercken, né le 1er novembre 1934 et mort le 5 septembre 2023 est un homme politique belge bruxellois, membre du PSC, qu'il quitte en 1999.

## Fonctions politiques
- Conseiller communal d'Etterbeek
  - échevin à Etterbeek (1989-2023)
- Membre du Parlement de la Région de Bruxelles-Capitale du 12 juillet 1989 au 7 juin 1995

## Généalogie
- Fils de Guillaume (1876-1977) et Cécile de Jamblinne de Meux (1897-1966).